# Chang'e 2
Chang'e 2  (Chinees: 嫦娥二號 / 嫦娥二号, Hanyu pinyin: Cháng'é Èrhào) is een Chinese ruimtesonde die in 2010 naar de Maan gelanceerd werd. Met de gegevens die door de sonde teruggestuurd zijn, verwachten Chinese wetenschappers een driedimensionale kaart van de Maan te kunnen samenstellen die gedetailleerder en vollediger is dan ooit tevoren.
Na afloop van de Maanmissie begon een tweede missie, waarbij de ruimtesonde in augustus 2011 in een baan werd gebracht rond het Lagrangepunt L2, op 1,5 miljoen kilometer van de Aarde. De Chinese ruimtevaartorganisatie was hiermee, na NASA en de Europese Ruimtevaartorganisatie, de derde die met succes een ruimtesonde in een baan rond rond het Lagrangepunt L2 bracht. Dit is het verste punt in de ruimte dat de Chinezen tot op heden bereikt hebben. De Chinezen hopen ermee de grondslag te leggen voor een toekomstige missie naar Mars.

## Achtergrond
De missie is onderdeel van de eerste fase van het Chinese Maanprogramma, dat vernoemd is naar Chang'e, de Chinese godin van de Maan. Ze volgt op de Chang'e 1 die in 2007 gelanceerd werd. Voor 2013 staat de lancering van de Chang'e 3 gepland. Hiermee zal ook een landing op de Maan gemaakt worden, waarschijnlijk de eerste landing op de Maan in 37 jaar.
Rond 2017, als de Chang'e 3-missie en de daaropvolgende Chang'e 4-missie met succes zijn volbracht, begint de derde fase van het Chinese ruimevaartprogramma naar de Maan. Deze omvat een terugkeercapsule om grondmonsters van de Maan terug naar de Aarde te brengen. Met een boormachine zullen monsters op een diepte van 2 meter kunnen worden verzameld. De eerste bemande Chinese missie naar de Maan staat in de planning voor de periode 2025-2030.

## Missieverloop
De onbemande ruimtesonde werd gelanceerd op 1 oktober 2010 (een symbolische datum; 1 oktober is de nationale dag van de Volksrepubliek China). De lancering vond plaats met een Lange Mars 3C-draagraket vanaf de lanceerbasis bij Xichang. Na 25 minuten werd de draagraket afgestoten, waarna de sonde, voorzien van met zonnecellen bedekte vleugels, koers zette naar de Maan.
Hoofddoel van de Maanmissie was om de weg voor te bereiden voor de Chang'e 3-missie (gepland voor 2013), onder meer door hogeresolutiebeelden te maken van de toekomstige landingsplaats van Chang'e 3, Sinus Iridum (44.1° N, 31.5° W), een vlak gebied van basalt dat in noordwestelijke richting vanuit de Mare Imbrium uitsteekt. In de laatste fase van de missie nam de Chang'e 2 een elliptische baan aan, met een aposelenium (grootste afstand van de maan) van 100 kilometer en een periselenium (kleinste afstand) van maar 15 kilometer.
Aan het einde van de missie was de ruimtesonde nog in goede staat. De Chinezen hadden drie keuzes: de ruimtesonde op de Maan te laten neerstorten, weer naar de Aarde te laten terugkeren, of naar een nieuw doel te sturen. Uiteindelijk kozen ze voor de derde optie. In juni 2011 verliet Chang'e 2 haar baan rond de Maan en kwam na een vlucht van 77 dagen op 25 augustus 2011 in een baan rond het Lagrangepunt L2, op 1,5 miljoen kilometer van de Aarde. De sonde zou daar naar verwachting voor een periode van een jaar blijven om wetenschappelijke experimenten uit te voeren. Daarna werd de sonde in de richting van de planetoïde Toutatis gestuurd, die hij op 13 december 2012 op een afstand van 3 kilometer voorbijvloog, waarbij gedetailleerde opnamen van de planetoïde konden worden gemaakt.

## Beschrijving
De Chang'e 2 weegt 2.480 kilo en is een verbeterde versie van de Chang'e 1. De verbeteringen waren er vooral op gericht om beeldopnames en metingen van veel hogere kwaliteit mogelijk te maken.
- Chang'e 2 deed er 5 dagen over om de Maan te bereiken, tegen 12 dagen voor Chang'e 1. Het had twee extra draagraketten om de reistijd te verkorten.
- Chang'e 2 heeft een baan rond de Maan op 100 kilometer hoogte, tegen 200 kilometer voor Chang'e 1
- Chang'e 2 heeft een stereocamera met veel betere resolutie dan de camera van de Chang'e 1: 10 meter op een hoogte van 100 kilometer en 1,5 meter op een hoogte van 15 kilometer.
- De lasergestuurde hoogtemeter van Chang'e 2 is kleiner dan die van Chang'e 1 en pulseert sneller (5 keer per seconde, tegen 1 keer per seconde voor de Chang'e 1). Het kan tot op 5 meter de juiste hoogte bepalen.

De missie heeft een budget van zo'n 900 miljoen yuan, ongeveer 103 miljoen euro.